# Pinguïns (Jan Trapman)
Pinguïns in een kunstwerk van Jan Trapman in Amsterdam-Zuid.
Trapman was een van de kunstenaars die in de crisisjaren van rond 1930 opdrachten kreeg van de gemeente Amsterdam voor het leveren van beelden tegen een vergoeding om in het levensonderhoud te kunnen blijven voorzien. Zo maakte hij de Tijger en Beer voor de borstwering tussen de Vierwindstrekenbrug en het Erasmuspark. Het is waarschijnlijk de bedoeling geweest ook deze pinguïns rondom de brug te plaatsen maar in de stukken van de Dienst der Publieke Werken, verantwoordelijk voor de brug, is er niets van terug te vinden (de tijger en beer overigens wel). Wel is terug te vinden dat deze dienst in 1941 een ontwerp heeft gemaakt voor de sokkel van de pinguïns voor plaatsing in het Beatrixpark, al zij het met een plaatsing op een iets andere plek. De tekening daarvan zit in dezelfde map van het ontwerp van de ondergrond voor het beeld Meermin van Leo Braat.
Trapman beeldde diverse soorten pinguïns af, die normaliter nooit bij elkaar zouden staan. Bovendien beeldde hij de pinguïns allemaal in dezelfde hoogte af, terwijl in de natuur de diverse soorten pinguïns variëren in grootte. Een van de vogels loopt daardoor met een gebogen nek. Het beeld is voorzien van het monogram van de beeldhouwer, een cirkel met de letters JTR. De sokkel van 120 cm hoogte, waarvan een groot deel onder water, bestaat uit geelbruine bakstenen die in een soort Amsterdamse Schoolstijl zijn gemetseld.